# Ghazipur
Ghazipur è una suddivisione dell'India, classificata come municipal board, di 95.243 abitanti, capoluogo del distretto di Ghazipur, nello stato federato dell'Uttar Pradesh. In base al numero di abitanti la città rientra nella classe II (da 50.000 a 99.999 persone).

## Geografia fisica
La città è situata a 25° 34' 60 N e 83° 34' 0 E e ha un'altitudine di 61 m s.l.m..

## Società

### Evoluzione demografica
Al censimento del 2001 la popolazione di Ghazipur assommava a 95.243 persone, delle quali 50.124 maschi e 45.119 femmine. I bambini di età inferiore o uguale ai sei anni assommavano a 12.730, dei quali 6.565 maschi e 6.165 femmine. Infine, coloro che erano in grado di saper almeno leggere e scrivere erano 66.017, dei quali 38.044 maschi e 27.973 femmine.